# Jules Hercule Mériadec de Rohan-Guéméné
Jules de Rohan, VII duca di Montbazon, VIII principe di Guéméné (Parigi, 25 marzo 1726 – Paliseul, 10 dicembre 1788), fu un prince étranger e pari di Francia.

## Biografia

### Infanzia

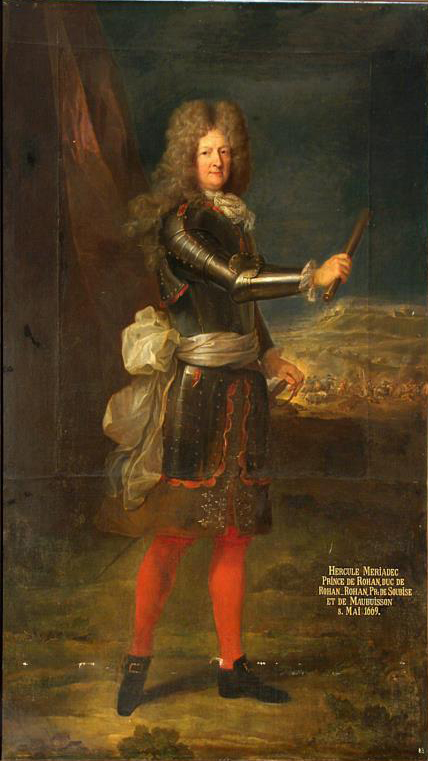
Ritratto di Hercule Mériadec de Rohan-Soubise conservato nel Castello di Sychrov

Jules era il figlio maggiore di Hercule Mériadec de Rohan, principe di Guéméné (1688–1757) e Louise de Rohan (1704–1741), figlia di Hercule Mériadec de Rohan ed Anne Geneviève de Lévis

### Matrimonio

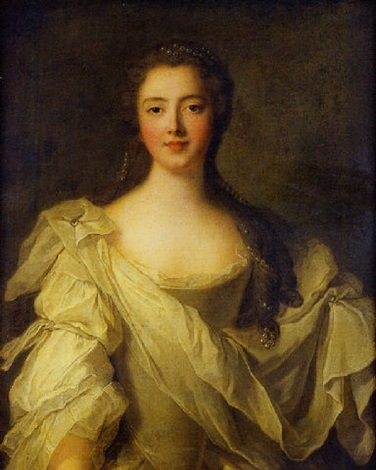
Marie Louise de La Tour d'Auvergne ritratta da Jean Marc Nattier nel 1746

Il 10 febbraio 1743 sposò Marie Louise de La Tour d'Auvergne (1725–1793), figlia di Charles Godefroy de La Tour d'Auvergne, duca di Bouillon (1706–1771) e Maria Carolina Sobieska. 
Jules e Marie Louise ebbero un solo figlio maschio, Henri Louis de Rohan, che sposò sua cugina, Victoire Armande Josèphe de Rohan-Soubise, figlia di Carlo di Rohan-Soubise ed Anna Teresa di Savoia-Carignano.

### Morte
Il principe di Guéméné morì in Belgio all'età di 74 anni, suo figlio, sua nuora ed i nipoti fuggirono in Boemia prima della rivoluzione francese, ma sua moglie fu ghigliottinata nel 1793.

## Discendenza
Dal matrimonio tra Jules Hercule Mériadec e Marie Louise de La Tour d'Auvergne nacque:
- Henri Louis de Rohan, duca di Montbazon, principe di Guéméné (31 agosto 1745–1809) sposò Victoire Armande Josèphe de Rohan-Soubise ed ebbe figli; Victoire era sorella della principessa di Condé e figliastra postuma di Anne Marie Louise de La Tour d'Auvergne.

## Ascendenza
|                                            |                       |                                       | Genitori                             |  |  | Nonni |  |  | Bisnonni                       |  |  | Trisnonni                       |  |
|                                            |                       |                                       |                                      |  |  |       |  |  | 8. Charles II de Rohan-Guéméné |  |  | 16. Louis VIII de Rohan-Guéméné |  |
|                                            |                       |                                       |                                      |  |  |       |  |  | 8. Charles II de Rohan-Guéméné |  |  | 16. Louis VIII de Rohan-Guéméné |  |
|                                            |                       | 17. Anne de Rohan-Guéméné             |                                      |  |  |       |  |  | 8. Charles II de Rohan-Guéméné |  |  |                                 |  |
| 4. Charles III de Rohan-Guéméné            |                       |                                       |                                      |  |  |       |  |  | 8. Charles II de Rohan-Guéméné |  |  |                                 |  |
|                                            |                       | 9. Jeanne Armande de Schomberg        | 18. Henri de Schomberg               |  |  |       |  |  |                                |  |  |                                 |  |
|                                            |                       | 9. Jeanne Armande de Schomberg        | 18. Henri de Schomberg               |  |  |       |  |  |                                |  |  |                                 |  |
|                                            |                       | 9. Jeanne Armande de Schomberg        | 19. Anne de La Guiche                |  |  |       |  |  |                                |  |  |                                 |  |
| 2. Hercule Mériadec de Rohan-Guéméné       |                       | 9. Jeanne Armande de Schomberg        |                                      |  |  |       |  |  |                                |  |  |                                 |  |
|                                            |                       | 10. Charles de Cochefilet             | 20. André de Cochefilet              |  |  |       |  |  |                                |  |  |                                 |  |
|                                            |                       | 10. Charles de Cochefilet             | 20. André de Cochefilet              |  |  |       |  |  |                                |  |  |                                 |  |
|                                            |                       | 10. Charles de Cochefilet             | 21. Élisabeth de L'Aubespine         |  |  |       |  |  |                                |  |  |                                 |  |
| 5. Charlotte Élisabeth de Cochefilet       |                       | 10. Charles de Cochefilet             |                                      |  |  |       |  |  |                                |  |  |                                 |  |
|                                            |                       | 11. Françoise Angélique Aubéry        | 22. Robert Aubéry                    |  |  |       |  |  |                                |  |  |                                 |  |
|                                            |                       | 11. Françoise Angélique Aubéry        | 22. Robert Aubéry                    |  |  |       |  |  |                                |  |  |                                 |  |
|                                            |                       | 11. Françoise Angélique Aubéry        | 23. Claude de Prestreval             |  |  |       |  |  |                                |  |  |                                 |  |
| 1. Jules Hercule Mériadec de Rohan-Guéméné |                       | 11. Françoise Angélique Aubéry        |                                      |  |  |       |  |  |                                |  |  |                                 |  |
|                                            | 12. François de Rohan | 24. Hercule de Rohan                  |                                      |  |  |       |  |  |                                |  |  |                                 |  |
|                                            | 12. François de Rohan | 24. Hercule de Rohan                  |                                      |  |  |       |  |  |                                |  |  |                                 |  |
|                                            | 12. François de Rohan | 25. Marie de Bretagne d'Avaugour      |                                      |  |  |       |  |  |                                |  |  |                                 |  |
| 6. Hercule Mériadec de Rohan-Soubise       | 12. François de Rohan |                                       |                                      |  |  |       |  |  |                                |  |  |                                 |  |
|                                            |                       | 13. Anne de Rohan-Chabot              | 26. Henri Chabot                     |  |  |       |  |  |                                |  |  |                                 |  |
|                                            |                       | 13. Anne de Rohan-Chabot              | 26. Henri Chabot                     |  |  |       |  |  |                                |  |  |                                 |  |
|                                            |                       | 13. Anne de Rohan-Chabot              | 27. Marguerite de Rohan              |  |  |       |  |  |                                |  |  |                                 |  |
| 3. Louise de Rohan-Soubise                 |                       | 13. Anne de Rohan-Chabot              |                                      |  |  |       |  |  |                                |  |  |                                 |  |
|                                            |                       | 14. Louis Charles de Lévis            | 28. Charles de Lévis                 |  |  |       |  |  |                                |  |  |                                 |  |
|                                            |                       | 14. Louis Charles de Lévis            | 28. Charles de Lévis                 |  |  |       |  |  |                                |  |  |                                 |  |
|                                            |                       | 14. Louis Charles de Lévis            | 29. Marie de La Guiche               |  |  |       |  |  |                                |  |  |                                 |  |
| 7. Anne Geneviève de Lévis                 |                       | 14. Louis Charles de Lévis            |                                      |  |  |       |  |  |                                |  |  |                                 |  |
|                                            |                       | 15. Charlotte de La Mothe Houdancourt | 30. Philippe de La Mothe Houdancourt |  |  |       |  |  |                                |  |  |                                 |  |
|                                            |                       | 15. Charlotte de La Mothe Houdancourt | 30. Philippe de La Mothe Houdancourt |  |  |       |  |  |                                |  |  |                                 |  |
|                                            |                       | 15. Charlotte de La Mothe Houdancourt | 31. Louise de Prie                   |  |  |       |  |  |                                |  |  |                                 |  |
|                                            |                       | 15. Charlotte de La Mothe Houdancourt |                                      |  |  |       |  |  |                                |  |  |                                 |  |